# Ravil Khabutdinov
Ravil Khabutdinov   (Zimnik, 15 de desembre de 1928 - Oktyabrsky, 5 d'agost de 1997) fou un aixecador rus que va competir sota bandera de la Unió Soviètica durant la dècada de 1950.
El 1956 va prendre part en els Jocs Olímpics d'Estiu de Melbourne, on guanyà la medalla de plata en la categoria del pes lleuger del programa d'halterofília.
En el seu palmarès també destaquen una medalla de plata al Campionat d'Europa d'halterofília de 1956 i una d'or al de 1957. El 1957 fou compió soviètic del pes lleuger. Durant la seva carrera va establir set rècords mundials ratificats en premsa, sis en la categoria lleugera i un en el pes mitjà.